# Galleria Umberto I

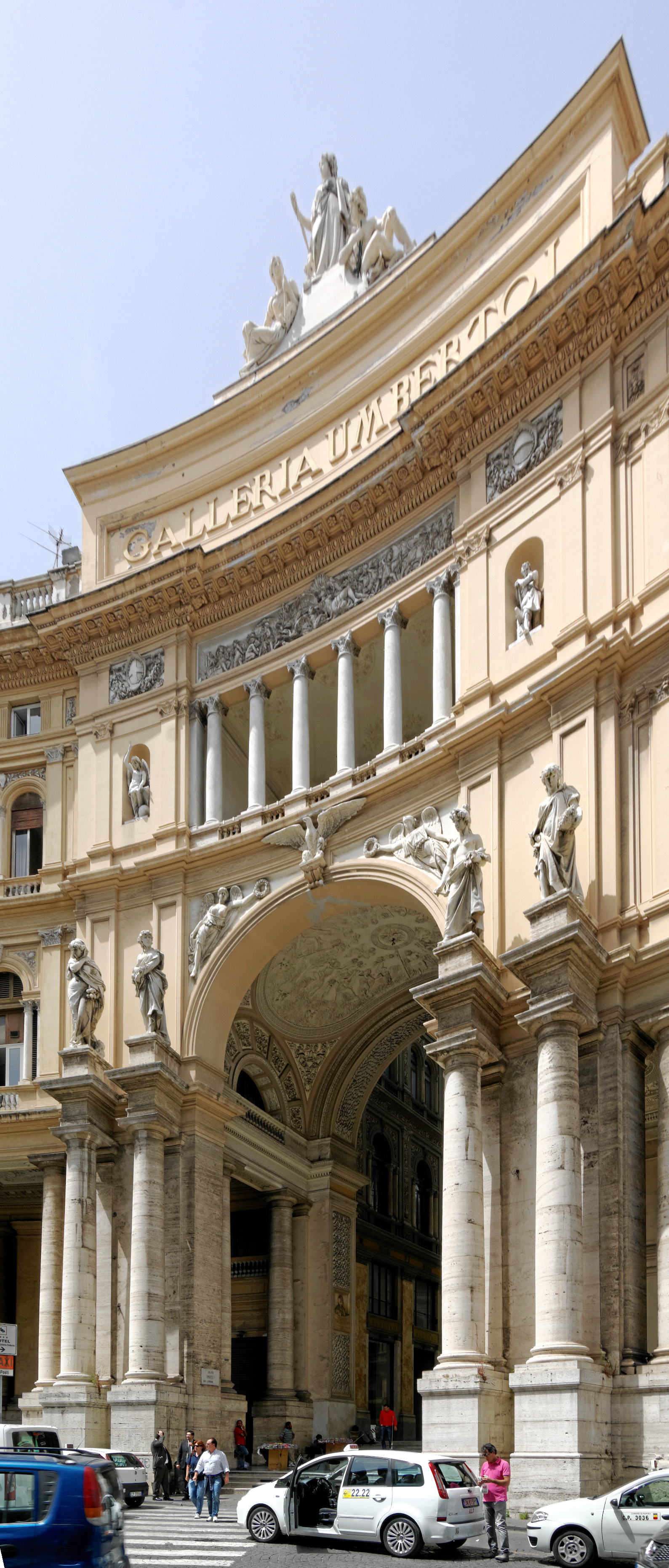
Intrarea principală în Galleria Umberto I din Napoli.

Galleria Umberto I este o galerie comercială publică din Napoli (sudul Italiei). Este situată vizavi de Teatrul San Carlo. A fost construită între anii 1887-1891 și a reprezentat prima lucrare din cadrul proiectului de reconstruire al orașului Napoli — denumit în italiană risanamento („restaurare”) — care a durat până la Primul Război Mondial. Clădirea a fost proiectată de Emanuele Rocco, care a introdus elemente arhitecturale moderne ce amintesc de Galleria Vittorio Emanuele II din Milano. Galeria a fost numită după Umberto I, rege al Italiei la momentul construcției. Ea a avut menirea de a combina magazine și cafenele - spațiu public - cu spațiul privat amenajat în apartamentele de la al treilea etaj. 
Galeria este un mare și spațios spațiu comercial în formă de cruce, surmontat de o cupolă de sticlă fixată cu 16 spițe din metal. Dintre cele patru aripi boltite din sticlă, una dă înspre pe via Toledo (via Roma), artera principală din centrul orașului, și o alta se deschide spre Teatrul San Carlo. Ea a redevenit un centru activ al vieții civice napoletane, după ani de degradare.
Galleria Umberto este spațiul unde se petrece acțiunea cărții The Gallery (1947) a scriitorului american John Horne Burns (1916–1953), bazată pe experiența sa ca soldat american în Napoli la scurt timp după eliberarea orașului.

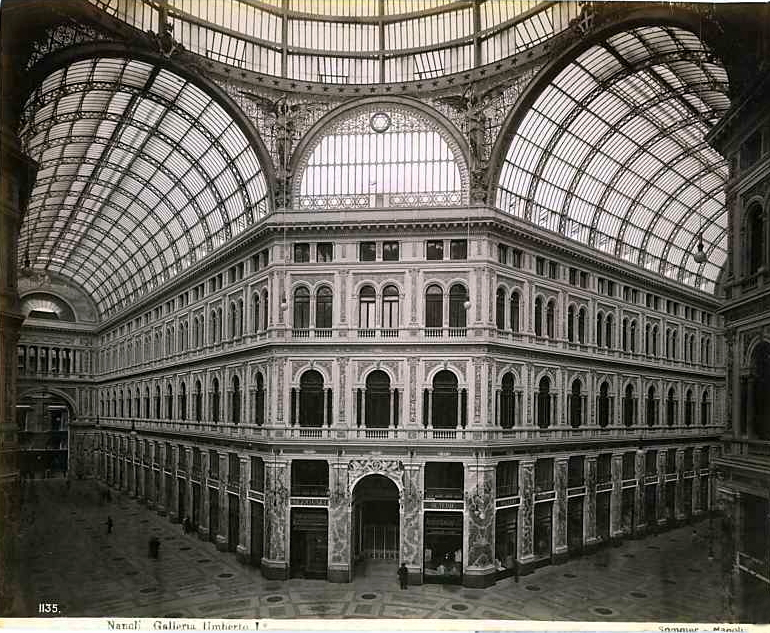
Galleria Umberto I prin 1900
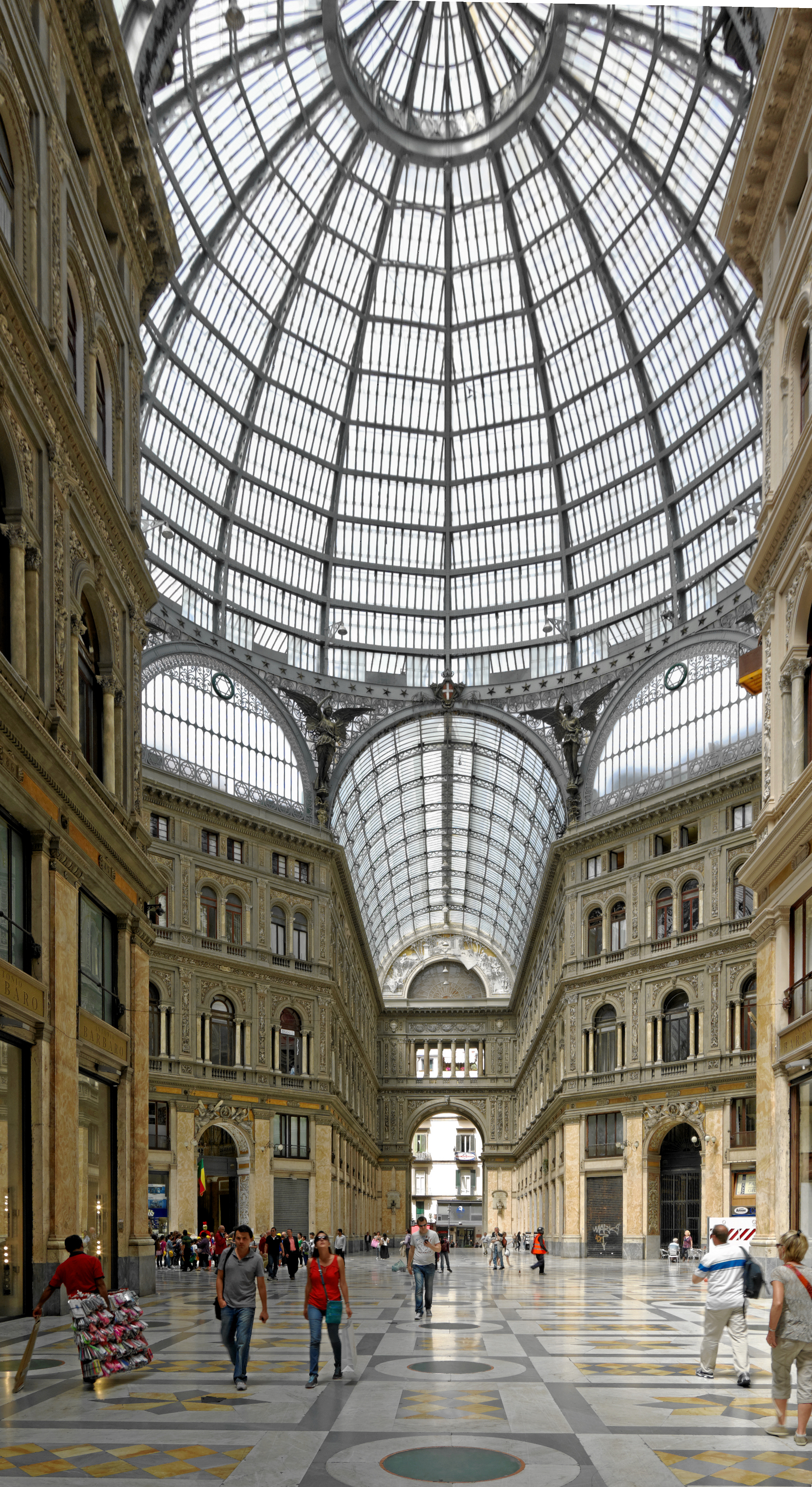
Interiorul Galleriei Umberto I
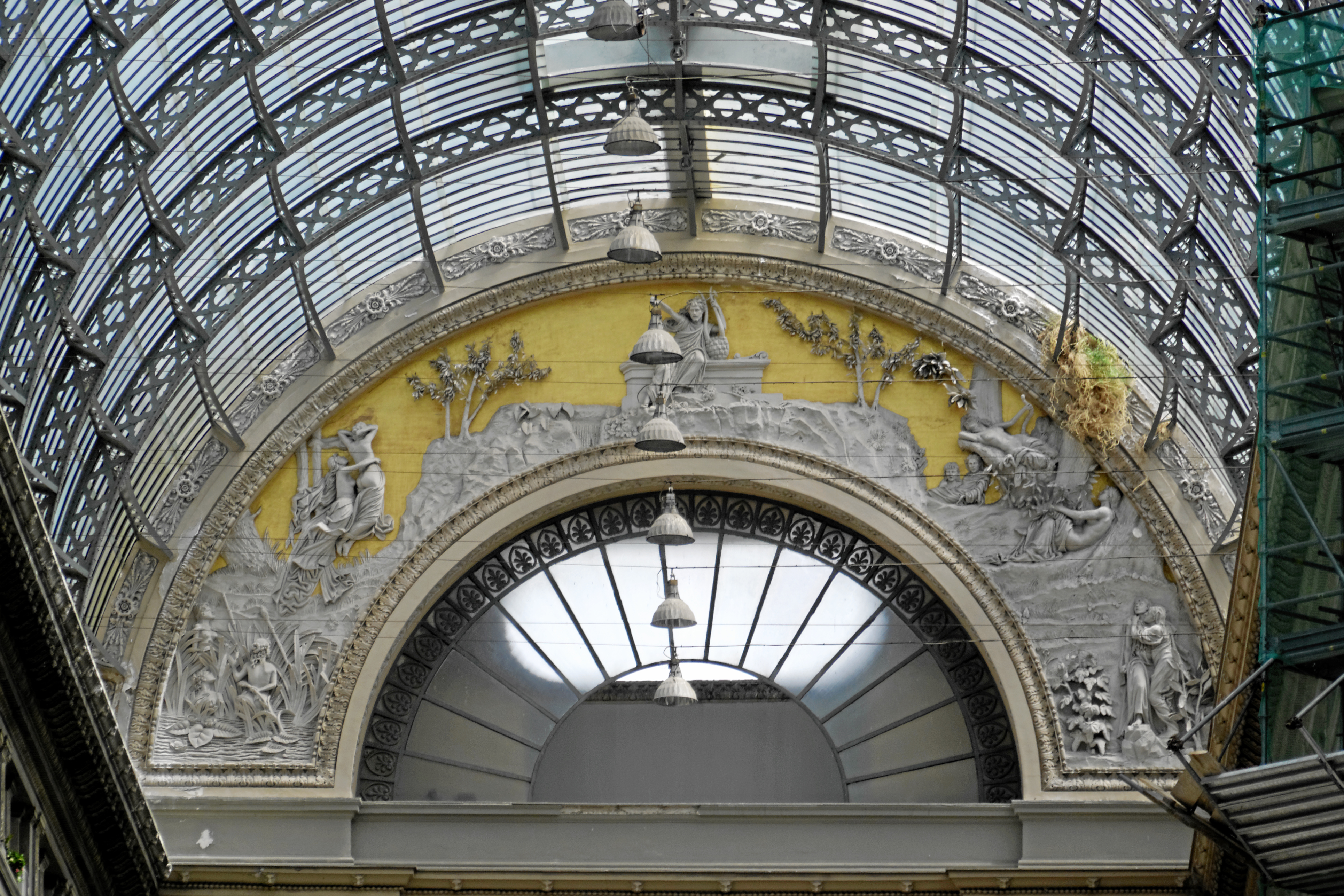
Detaliu al unei aripi
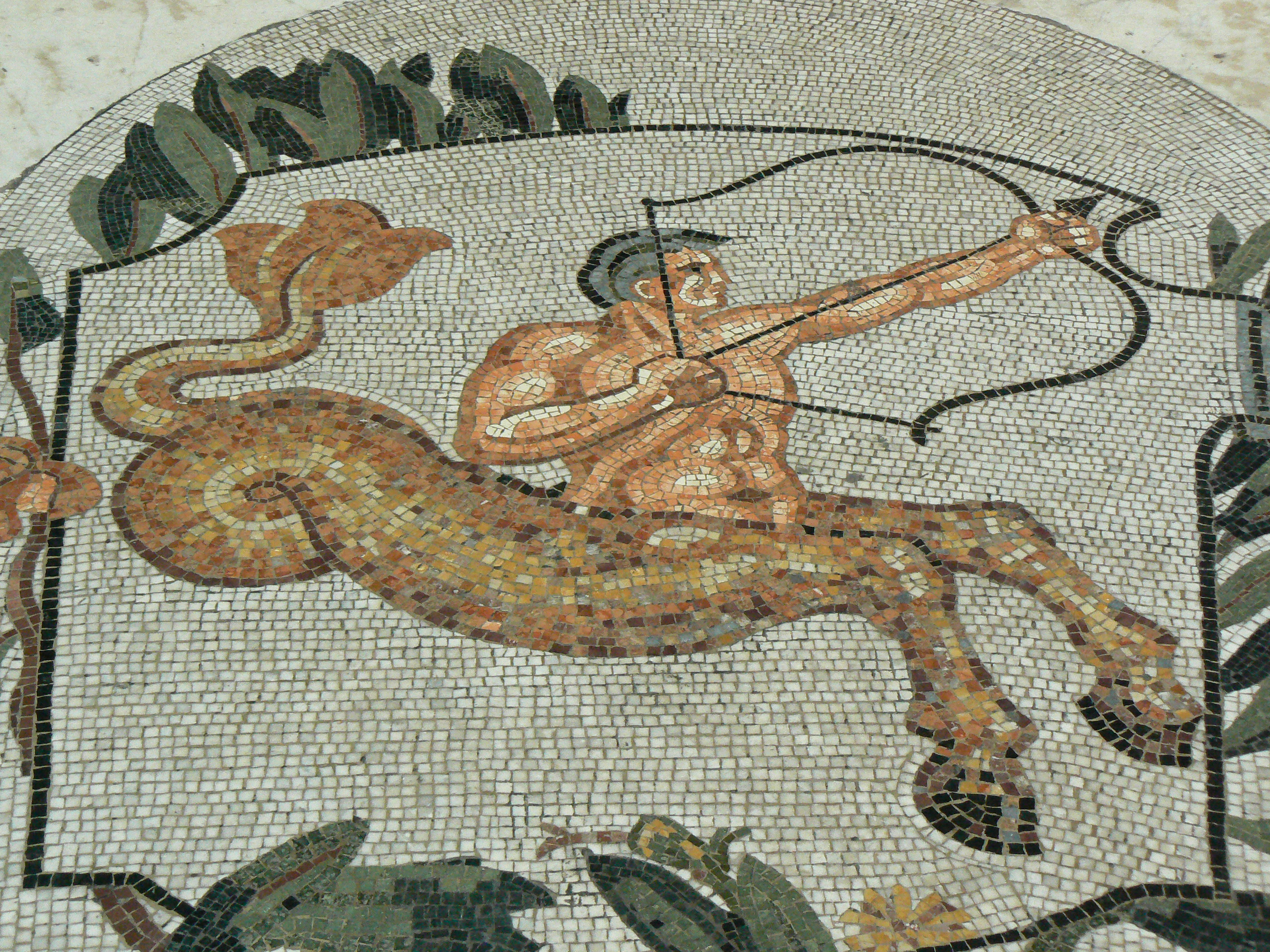
Detaliu de la etaj
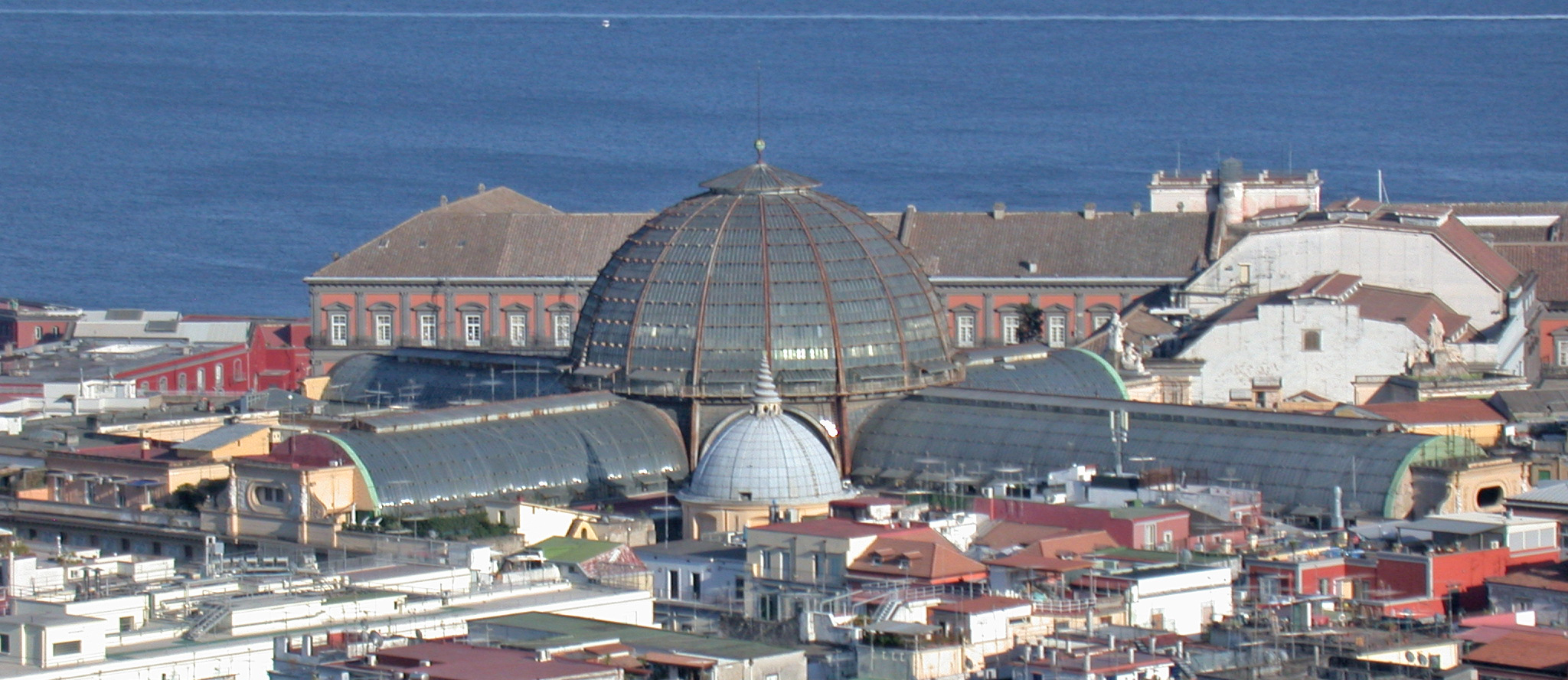
Galleria Umberto I văzută de sus
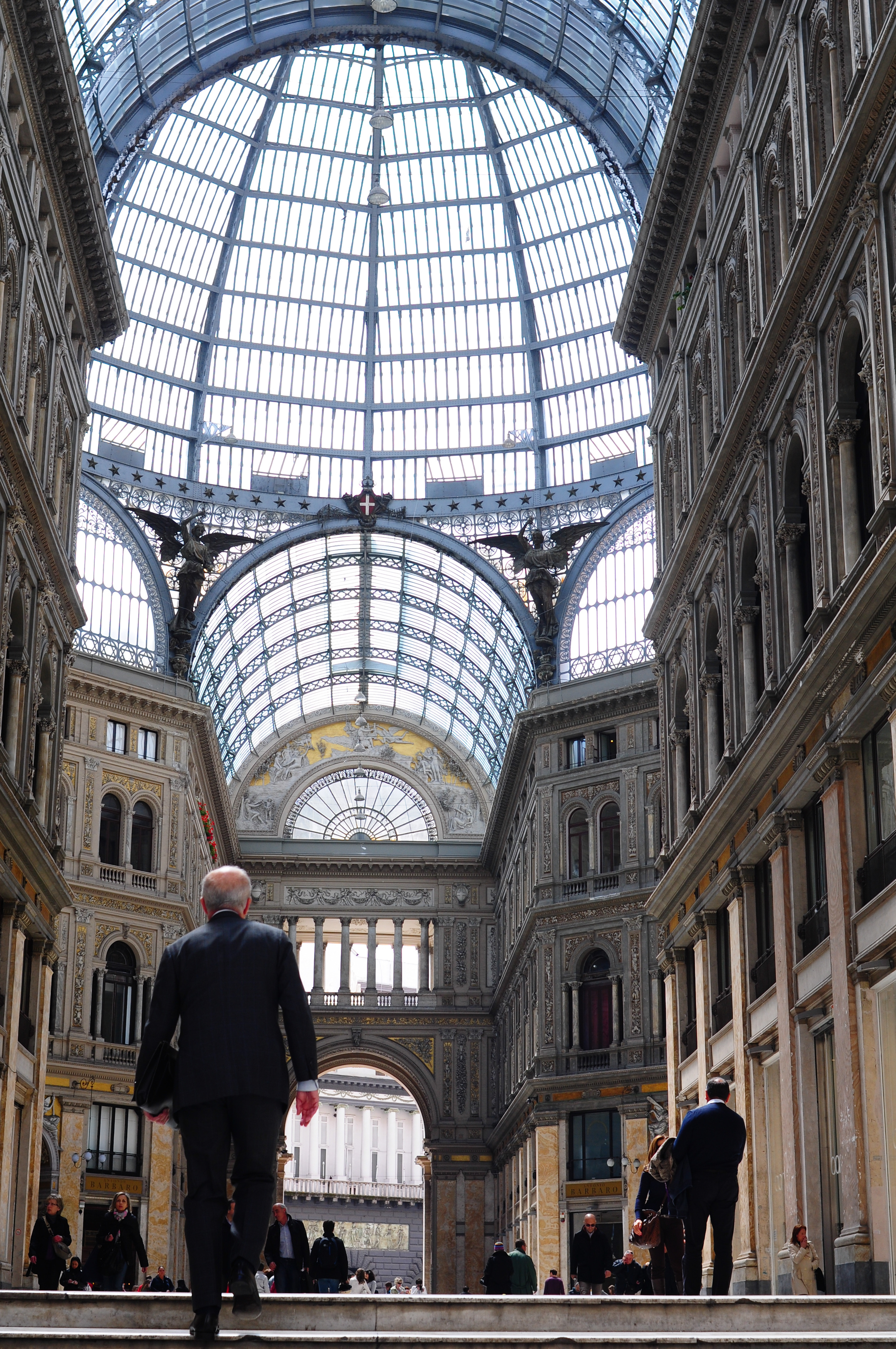
Interiorul Galleriei Umberto I. Napoli, Campania, Italia